# 永楽村
永楽村（えいらくむら）は群馬県の南東部、邑楽郡に属していた村。

## 地理
- 河川：利根川、谷田川

## 村名の由来
村域にゆかりのある長良神社の表記変更による。当初は「ながら」と読ませる予定だったが、隣接する長柄村も同じ「ながら」とする方針だったため郡長の裁量により永楽村を「えいらく」、長柄村を「ながえ」とすることとなった。
現在はJA西邑楽永楽支所等に名をとどめる。

## 歴史
- 1889年（明治22年）4月1日 - 町村制施行により、赤岩村の一部、福島村、舞木村、鍋谷村、新福寺村、瀬戸井村の一部が合併し永楽村が成立する。
- 1955年（昭和30年）3月31日 - 富永村、長柄村と合併して千代田村となり消滅。